# Агнесса Сольмс-Лаубахская
Агнесса Сольмс-Лаубахская (нем. Agnes zu Solms-Laubach; 7 января 1578, Лаубах — 23 ноября 1602, Лаубах) — графиня Сольмс-Лаубахская, в замужестве ландграфиня Гессен-Кассельская.

## Биография
Агнесса — дочь графа Иоганна Георга Сольмс-Лаубахского (1546—1600) и его супруги Маргариты (1554—1606), дочери графа Георга I Шёнбург-Глаухауского.
23 сентября 1593 года в Касселе 15-летняя Агнесса вышла замуж за ландграфа Морица Гессен-Кассельского, с которым познакомилась на свадьбе его старшей сестры Анны Марии Гессен-Кассельской. Свадьбу отпраздновали на широкую ногу, присутствовали многие монаршие гости. Брак с графиней-кальвинисткой укрепил отношения Морица с графами-кальвинистами Веттераускими, хотя Мориц выбрал супругу не из династических соображений, а руководствуясь чувствами.
Агнесса обладала многочисленными талантами, отличалась красотой и добротой. Мориц глубоко переживал смерть супруги, о чём свидетельствует письмо, написанное им королю Франции Генриху IV на следующий день после смерти Агнессы. Впоследствии Мориц Гессен-Кассельский женился во второй раз на Юлиане Нассау-Дилленбургской.

## Потомки
В браке с Морицем Гессен-Кассельским у Агнессы родились:
- Отто (1594—1617), наследный принц Гессен-Касселя, женат на Екатерине Урсуле Баден-Дурлахской (1593—1615), затем на Агнессе Магдалене Ангальт-Дессауской (1590—1626)
- Елизавета (1596—1625), замужем за герцогом Иоганном Альбрехтом II Мекленбург-Гюстровским (1590—1636)
- Мориц (1600—1612)
- Вильгельм V (1602—1637), ландграф Гессен-Касселя, женат на графине Амалии Елизавете Ганау-Мюнценбергской (1602—1651)